# Souvenirs de la maison des morts
Pour les articles homonymes, voir House of the Dead.
Souvenirs de la maison des morts (en russe : Записки из Мёртвого дома) est un roman de l'écrivain russe Fiodor Dostoïevski dont l'action se déroule dans un bagne en Sibérie. Il est publié en 1862.
Premier récit sur le système pénitentiaire russe, c'est une œuvre phare de la littérature concentrationnaire.

## Titre
Ce roman a été traduit sous différents titres Récits de la maison des morts et Les Carnets de la Maison morte, le titre russe (Записки из Мёртвого дома) signifiant littéralement Notes [provenant] de la Maison morte.

## Rédaction
Dostoïevski a commencé son récit  en 1855 après avoir purgé une peine de quatre ans de bagne (janvier 1850- 23 janvier 1854) à Omsk, et alors qu'il était encore en relégation à Semipalatinsk en Sibérie, où il servait comme simple soldat. 

## Publication
Rentré en décembre 1859 à Saint-Pétersbourg, l'écrivain publie la première partie en 1860. La seconde partie fut publiée en 1862 dans la revue Le Temps, éditée par le frère aîné de l'écrivain Mikhaïl Dostoïevski. Une première édition complète séparée parut dès 1862.
Dans la présentation qu'il donne de l'œuvre, André Markowicz souligne l'immense succès qu'a connu Les Carnets de la Maison morte dès 1862.

## Plan et résumé
- Introduction

On retrouve l’auteur dans la ville de K... en Sibérie où il raconte comment il a retrouvé les notes d’Alexandre Pétrovitch Goriantchikov dans lesquelles il narre sa vie dans la maison de force où il a vécu dix ans. 

### Première partie
- La maison des morts

Dans le premier chapitre Alexandre Pétrovitch nous décrit la maison de force et son organisation. Puis, il survole certains crimes commis par les prisonniers et finit par parler de l’argent et de la contrebande.
- Premières impressions

Le second chapitre commence en nous parlant de la monotonie du bagne et du travail supplémentaire puis nous présente une dispute entre deux détenus. Il raconte ensuite la haine des forçats envers les anciens gentilshommes et de son compagnon Akim Akimytch et nous dit l’histoire du détenu qui avait voulu tuer le major il passe ensuite vers les relations amoureuses des forçats.
- Premières impressions (suite)

Dans la seconde partie de ses premières impressions Goriantchikov parle de la gestion de l’argent et de la manière utilisée par les contrebandiers pour faire entrer de l’eau-de-vie dans la maison de force. Ensuite il relate l’histoire d’un de ses collègues, Sirotkine, pour ensuite en venir à un cabaretier du nom de Gazine qui avait failli les tuer, lui et un autre noble devant l’indifférence des autres détenus. Il enchaîne avec une réflexion sur les crimes commis et leurs châtiments.
- Premières impressions (suite)
- Le premier mois
- Le premier mois (suite)
- Nouvelles connaissances – Pétrov
- Les hommes déterminés – Louka
- Isaïe Fomitch – Le Bain – Le récit de Baklouchine
- La fête de Noël
- La représentation

### Deuxième partie
1. L’hôpital
2. L’hôpital (suite)
3. L’hôpital (suite)
4. Le mari d’Akoulka (récit)
5. La saison d’été
6. Les animaux de la maison de force
7. Le « grief »
8. Mes camarades
9. L’évasion
10. La délivrance

## Éditions françaises
- Fiodor Dostoïevski (trad. Henri Mongault et Louise Désormonts, préf. Pierre Pascal), Crime et Châtiment, Paris, Gallimard, coll. « Bibliothèque de la Pléiade » (no 83), 2009 (1re éd. 1950), 1276 p. (ISBN 978-2-07-010174-0), « Souvenirs de la maison des morts »
- Th. Dostoievsky (trad. M. Neyroud, préf. Eugène-Melchior de Vogüé), Souvenirs de la maison des morts, Paris, Plon, 1886
- Fiodor Dostoïevski (trad. du russe par André Markowicz), Œuvres romanesques : 1859-1864, Arles, Actes Sud, coll. « Thedaurus », 2015, 1472 p. (ISBN 978-2-330-05445-8, présentation en ligne), « Les Carnets de la Maison morte »
(existe également en collection de poche « Babel », 1999,  (ISBN 2 7427 2071 5)
- Fédor Dostoïevski, Récits de la maison des morts, Jérôme Ferrari (interview), Michel Cadot (présentation), Pierre Pascal (traduction), Victoire Feuillebois (bibliographie actualisée), GF Poche, 2014, 452 p.

## Musique
Ce roman a été mis en musique par le compositeur tchèque Leoš Janáček dans son dernier opéra De la maison des morts, qui fut créé en 1930.
La première représentation a eu lieu au Théâtre national de Brno. 